# Petit-duc de Java
Otus angelinae
Espèce
Statut de conservation UICN

 VU B1ab(ii,iii,v);C2a(i) : Vulnérable
Statut CITES
Le Petit-duc de Java ou Petit-duc d'Angelina (Otus angelinae) est une espèce d'oiseaux de la famille des Strigidae.

## Répartition
Cet oiseau vit dans les montagnes de Java.